# Calyptopogon mnioides
Calyptopogon mnioides är en bladmossart som beskrevs av Brotherus 1902. Calyptopogon mnioides ingår i släktet Calyptopogon och familjen Pottiaceae. Inga underarter finns listade i Catalogue of Life.